# Touama
Touama (franska: Touama (CR), Touama (Commune Rurale), arabiska: تيدلي مسفيوة) är en kommun i Marocko.   Den ligger i provinsen Al Haouz och regionen Marrakech-Safi, i den centrala delen av landet, 280 km söder om huvudstaden Rabat. Antalet invånare är 11 458.